# Hatschekia pagellibogneravei
Hatschekia pagellibogneravei är en kräftdjursart som först beskrevs av Hesse 1879.  Hatschekia pagellibogneravei ingår i släktet Hatschekia och familjen Hatschekiidae. Arten har ej påträffats i Sverige. Inga underarter finns listade i Catalogue of Life.